# Regolite

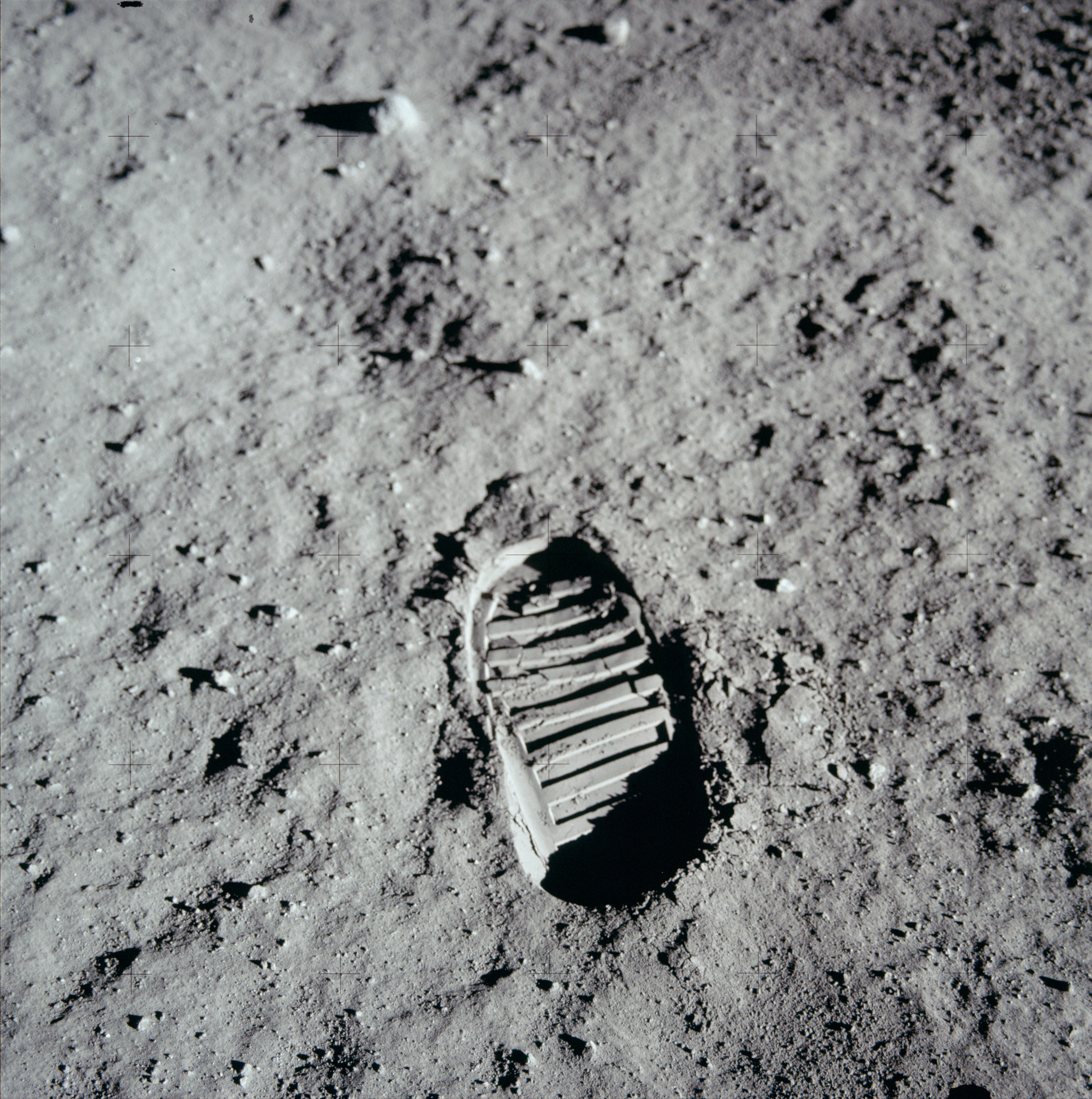
Immagine ripresa durante la missione Apollo 11 sulla Luna, che dà evidenza dello strato di polvere a grana fine che la ricopre

La regolite è l'insieme eterogeneo di sedimenti, polvere e frammenti di materiale, che compongono lo strato più esterno della superficie dei pianeti rocciosi come la Terra o Marte e dei corpi celesti come le lune e gli asteroidi.

## Etimologia
Il termine regolite (sostantivo femminile) è l'adattamento in italiano del termine inglese regolith. Il vocabolo fu ripreso e ampiamente adattato dal geologo George Perkins Merrill, e deriva dall'unione dei termini del greco antico ῥῆγος (rhègos) (tappeto, mantello) e λίθος (líthos) (pietra).

## Tipi di regolite

### Terra

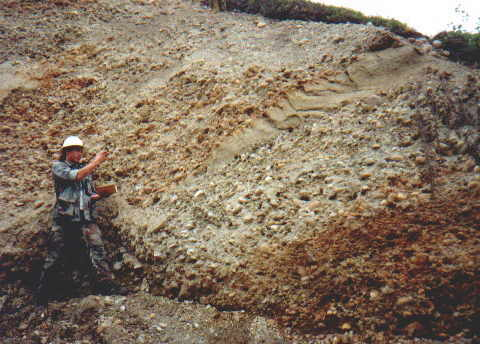
Sezione di terreno depositato dopo un'alluvione in Alaska

Sulla Terra la regolite ha origine dalla degradazione del substrato roccioso causata dall'azione degli organismi che vi si installano e dall'attività erosiva degli agenti esogeni. Essa include le seguenti suddivisioni e componenti:
- Suolo,[8] che contiene tipicamente una significativa quantità di organismi viventi e di materia organica di loro produzione;[9]
- Terreno trasportato da processi alluvionali, eolici, glaciali, marini e gravitazionali;
- Saprolite, roccia modificata chimicamente;
- Cenere vulcanica e colate laviche;[10]
- Sali depositati delle acque sotterranee e marine;

Lo spessore dello strato di regolite può variare dall'essere sostanzialmente assente a centinaia di metri. La sua età può variare dal presente (per un'eruzione vulcanica o un'alluvione appena avvenute) a centinaia di milioni di anni (in alcune parti dell'Australia la regolite sembra appartenere all'eone precambriano).
La presenza di regolite è uno dei fattori importanti per la sopravvivenza della vita, dal momento che poche piante possono crescere sopra o all'interno della roccia solida e gli animali non sarebbero in grado di scavare o costruire un riparo senza materiale sciolto. La regolite è importante anche per gli ingegneri che costruiscono edifici, strade e altre opere civili. Le proprietà meccaniche della regolite variano considerevolmente e devono essere documentate se la costruzione deve resistere ai rigori dell'uso. Essa è infatti un'importante fonte di materiale da costruzione, da cui si ottengono sabbia, ghiaia, pietrisco, calce e gesso.

### Luna

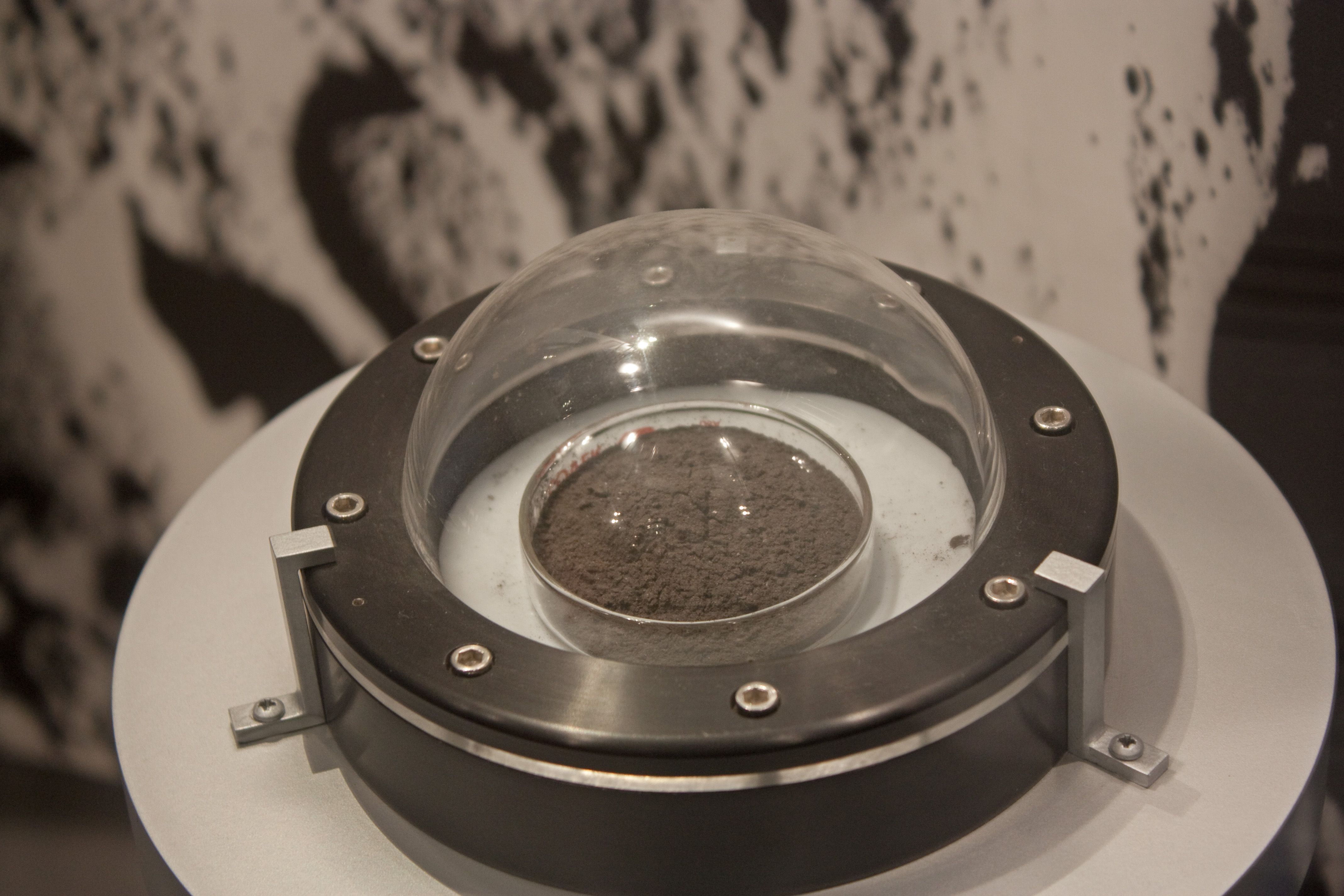
Campione di regolite lunare dalla missione Apollo 17, conservato al National Museum of Natural History

Siccome la Luna non possiede un'atmosfera in grado di distruggere i meteoroidi, la formazione della regolite avviene principalmente a seguito dell'impatto di questi con la superficie, con la conseguente frammentazione di grandi rocce in detriti di dimensioni sempre più modeste. Si tratta di un processo graduale nel tempo, che porta alla generazione di svariati strati caratterizzati dalla disomogeneità di proprietà. Siccome anche il campo magnetico è molto debole, anche l'azione del vento solare determina la formazione della regolite lunare. Particelle cariche provenienti da altre stelle possono contribuire in maniera secondaria.
A seconda del luogo considerato, lo spessore degli strati di regolite può variare da pochi metri a decine di metri. Il loro colore è grigio e posseggono una densità approssimativa di 1,5 g/cm3. Circa la metà delle particelle di cui è formata la regolite lunare non supera i 100 micron di grandezza. La sua composizione varia a seconda del sito considerato, ma i minerali più abbondanti sono l'olivina, il pirosseno e il plagioclasio.
| Minerale o miscela isomorfa | Formula chimica |
| --------------------------- | --------------- |
| Olivina                     | Mg2SiO4         |
| Olivina                     | Fe2SiO4         |
| Pirosseno                   | CaSiO3          |
| Pirosseno                   | MgSiO3          |
| Pirosseno                   | FeSiO3          |
| Plagioclasio                | CaAl2Si2O8      |
| Plagioclasio                | NaAl2Si2O8      |
| Spinello                    | MgAl2O4         |
| Armalcolite                 | MgTi2O5         |
| Armalcolite                 | FeTi2O5         |
| Silice                      | SiO2            |
| Ferro                       | Fe2+, Fe3+      |
| Troilite                    | FeS             |
| Ilmenite                    | FeTiO3          |

Pressoché tutte le informazioni disponibili sul satellite terrestre provengono dalla sua regolite, che ha permesso inoltre di comprendere, almeno parzialmente, la composizione e il passato della Luna, le caratteristiche dei raggi cosmici e la storia e la velocità degli impatti di meteoroidi e polvere cosmica con il suolo lunare avvenuti nel passato. Diversi campioni di materiale lunare sono stati portati sulla Terra.

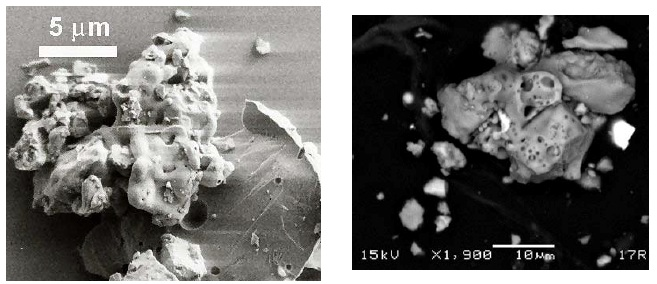
Immagini SEM di agglutinati lunari

Si è riscontrata inoltre la presenza di frammenti vetrosi, giustificata dai bombardamenti meteorici e dalle eruzioni vulcaniche avvenute nel passato. Un esempio significativo è dato dagli agglutinati lunari, che racchiudono particelle di varia natura, minuscole goccioline di ferro e troilite e gas provenienti dal vento solare. La parte vetrosa che fa da legante è probabilmente frutto della fusione di regolite preesistente, successivamente all'impatto con sciami meteorici ad alta velocità. Risulta inoltre importante sottolineare che uno dei requisiti necessari alla formazione di tali agglomerati è l'assenza di atmosfera.
La composizione chimica media nei siti di atterraggio delle missioni Apollo 11, Apollo 15, Apollo 16 e Apollo 17 è presentata nella tabella sottostante. Nella regolite sono presenti anche atomi di sostanze provenienti dal Sole (idrogeno ed elio) e dai raggi cosmici originatisi al di fuori del sistema solare.
| Sostanza | Massa%    | Massa%    | Massa%    | Massa%    |
| Sostanza | Apollo 11 | Apollo 15 | Apollo 16 | Apollo 17 |
| -------- | --------- | --------- | --------- | --------- |
| SiO2     | 42,2      | 46,8      | 45        | 43,2      |
| TiO2     | 7,8       | 1,4       | 0,54      | 4,2       |
| Al2O3    | 13,6      | 14,6      | 27,3      | 17,1      |
| Cr2O3    | 0,3       | 0,36      | 0,33      | 0,33      |
| FeO      | 15,3      | 14,3      | 5,1       | 12,2      |
| MnO      | 0,2       | 0,19      | 0,3       | 0,17      |
| MgO      | 7,8       | 11,5      | 5,7       | 10,4      |
| CaO      | 11,9      | 10,8      | 15,7      | 11,8      |
| Na2O     | 0,47      | 0,39      | 0,46      | 0,4       |
| K2O      | 0,16      | 0,21      | 0,17      | 0,13      |
| P2O3     | 0,05      | 0,18      | 0,11      | 0,12      |
| S        | 0,12      | 0,06      | 0,07      | 0,09      |

Un aspetto interessante è dato dagli studi condotti per la determinazione di alcune proprietà ingegneristiche della regolite, tra cui la comprimibilità, la permeabilità e la resistenza a taglio. Per esempio, quest'ultima è stata scrupolosamente analizzata poiché da essa dipendono importanti caratteristiche del suolo lunare, quali la capacità portante e la transitabilità. Per caratterizzarla è stato utilizzato il modello di Mohr-Coulomb:
{\displaystyle \tau =c+\sigma \tan \phi }
dove {\displaystyle \tau } indica la resistenza a taglio, σ lo sforzo normale, {\displaystyle c} rappresenta il contributo coesivo, e {\displaystyle \phi } è l'angolo di attrito.
Sfruttando i dati dalle prove penetrometriche statiche eseguite sia in situ durante le missioni lunari (in particolare le missioni Apollo e Lunochod 1e 2), sia in laboratorio (i primi test in assoluto furono quelli condotti sui campioni provenienti dalla missione Apollo 11), il professore James Mitchell dell'Università di Berkeley e i suoi collaboratori elaborarono il Modello Apollo:
{\displaystyle {\begin{cases}c\in [0,1\ kPa,10\ kPa]\\\phi \in [30^{\circ },50^{\circ }]\end{cases}}}

### Marte

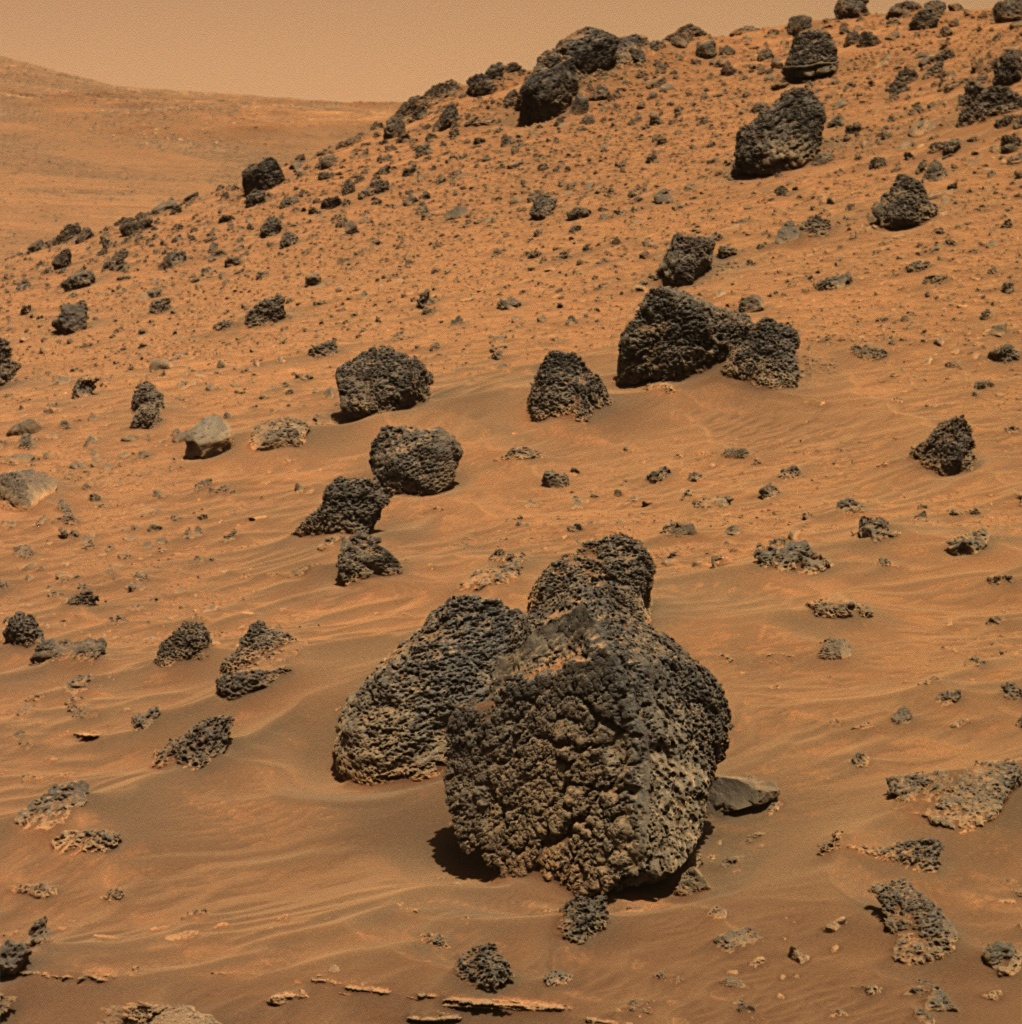
Suolo marziano fotografato dal rover Spirit

L'atmosfera marziana, essendo molto più rarefatta di quella terrestre, non sempre è in grado di distruggere i meteoroidi. Di conseguenza, impatti con meteoroidi, erosione e processi meteorologici contribuiscono alla formazione della regolite.
Attualmente non è possibile analizzare direttamente la regolite marziana, poiché nessun campione è stato riportato sulla Terra. Le caratteristiche del suolo marziano sono tuttavia note grazie alle informazioni ottenute tramite diverse missioni spaziali, tra le quali vanno ricordate Viking, Pathfinder, Spirit e Opportunity. Grazie a esse, è stato possibile determinare le dimensioni medie delle particelle di regolite (dai 70 agli 800 µm) e la sua composizione chimica. La tabella sottostante fornisce informazioni sulla composizione media in peso del suolo e della polvere marziani, che possono essere assimilati alla regolite stessa. La presenza di perclorati, clorati e altri composti simili ha suscitato interesse a causa dei loro possibili effetti negativi sugli astronauti e sulle prestazioni delle apparecchiature nella prospettiva di future missioni con equipaggio umano.
| Sostanza | Suolo        | Polvere      |
| -------- | ------------ | ------------ |
|          | Peso %       |              |
| SiO2     | 46,52 ± 0,57 | 44,84 ± 0,52 |
| TiO2     | 0,87 ± 0,15  | 0,92 ± 0,08  |
| Al2O3    | 10,46 ± 0,71 | 9,32 ± 0,18  |
| FeO      | 12,18 ± 0,57 | 7,28 ± 0,70  |
| Fe2O3    | 4,20 ± 0,54  | 10,42 ± 0,11 |
| MnO      | 0,33 ± 0,02  | 0,33 ± 0,02  |
| MgO      | 8,93 ± 0,45  | 7,89 ± 0,32  |
| CaO      | 6,27 ± 0,23  | 6,34 ± 0,20  |
| Na2O     | 3,02 ± 0,37  | 2,56 ± 0,33  |
| K2O      | 0,41 ± 0,03  | 0,48 ± 0,07  |
| P2O5     | 0,83 ± 0,23  | 0,92 ± 0,09  |
| Cr2O3    | 0,36 ± 0,08  | 0,32 ± 0,04  |
| Cl       | 0,61 ± 0,08  | 0,83 ± 0,05  |
| SO3      | 4,90 ± 0,74  | 7,42 ± 0,13  |

### Deimos

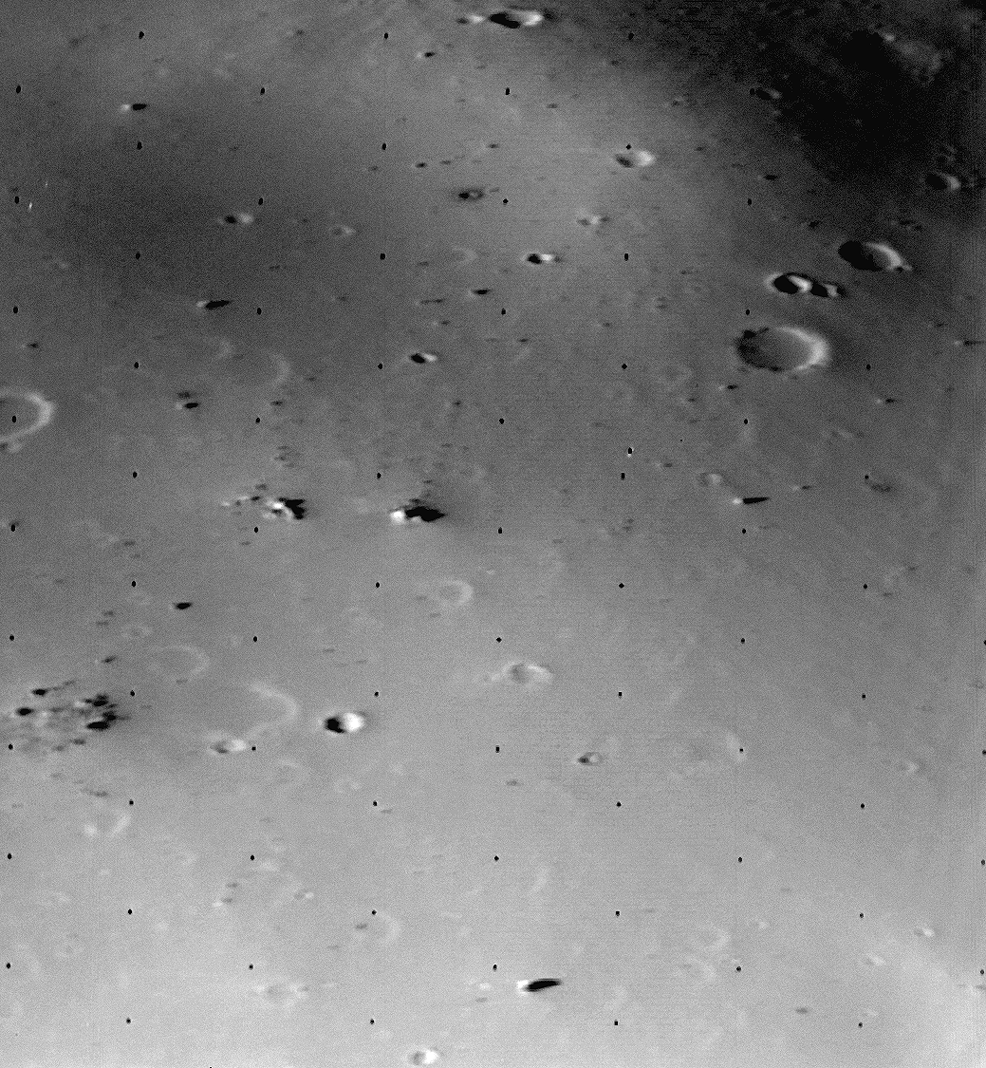
Superficie di Deimos osservata dall'orbiter Viking 2

La superficie di Deimos, una delle due lune di Marte, è ricoperta da uno strato di regolite che si stima abbia uno spessore di 50 m. L'immagine dell'orbiter Viking 2 proviene da un'altezza di 30 km.

### Titano

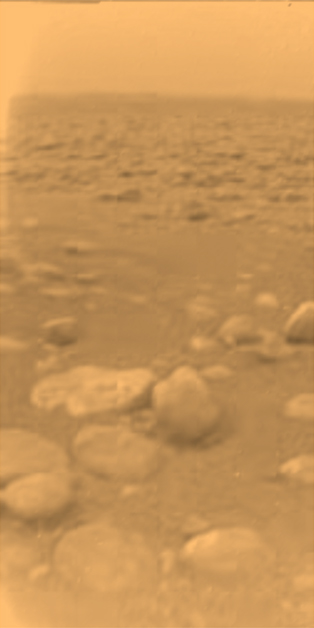
Superficie di Titano fotografata dalla sonda Huygens

La regolite di Titano, la più grande luna di Saturno, è composta da un materiale non noto che forma vasti campi di dune: potrebbero essere piccoli frammenti di ghiaccio  erosi dal flusso di metano, o forse materia organica particolata che si è formata nell'atmosfera di Titano e poi piovuta sulla superficie. Il ghiaccio solitamente non è considerato parte della regolite, in quanto fondendosi si comporta in modo diverso da tutta la regolite conosciuta. Siccome però la temperatura media di Titano è circa -180 °C, il ghiaccio qui si comporta come la roccia. Si considera dunque la regolite di Titano una miscela ghiacciata-rocciosa che è soggetta all'erosione e ai processi atmosferici dell'atmosfera di Titano.
La sonda Huygens ha utilizzato un penetrometro in fase di atterraggio per caratterizzare le proprietà meccaniche della regolite locale. La superficie stessa è stata segnalata come un materiale simile all'argilla che potrebbe avere una crosta sottile seguita da una regione di consistenza relativamente uniforme. L'analisi successiva dei dati suggerisce che le letture della consistenza della superficie sono state probabilmente causate dalla sonda Huygens che ha spostato un grosso ciottolo mentre è atterrato e che la superficie è meglio descritta come una "sabbia" fatta di granelli di ghiaccio. Le immagini scattate dopo l'atterraggio della sonda mostrano una pianura ricoperta di ciottoli. I ciottoli, che possono essere fatti di ghiaccio d'acqua, sono alquanto arrotondati, il che potrebbe indicare l'azione dei fluidi su di essi.

### Asteroidi

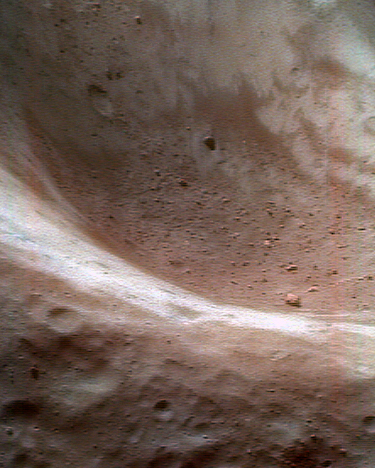
Superficie di 433 Eros

La regolite presente sugli asteroidi possono essersi sviluppate solo dall'impatto con un altro meteoroide.
Le immagini scattate dalla navicella spaziale NEAR Shoemaker della superficie di 433 Eros rappresentano le migliori immagini della regolite di un asteroide. La recente missione giapponese Hayabusa ha anche restituito immagini chiare della regolite su un asteroide così piccolo che si pensava che la gravità fosse troppo bassa per sviluppare e mantenere una regolite: 25143 Itokawa. L'asteroide 21 Lutetia ha uno strato di regolite vicino al suo polo nord, che scorre in frane associate a variazioni di albedo.

## Importanza e applicazioni

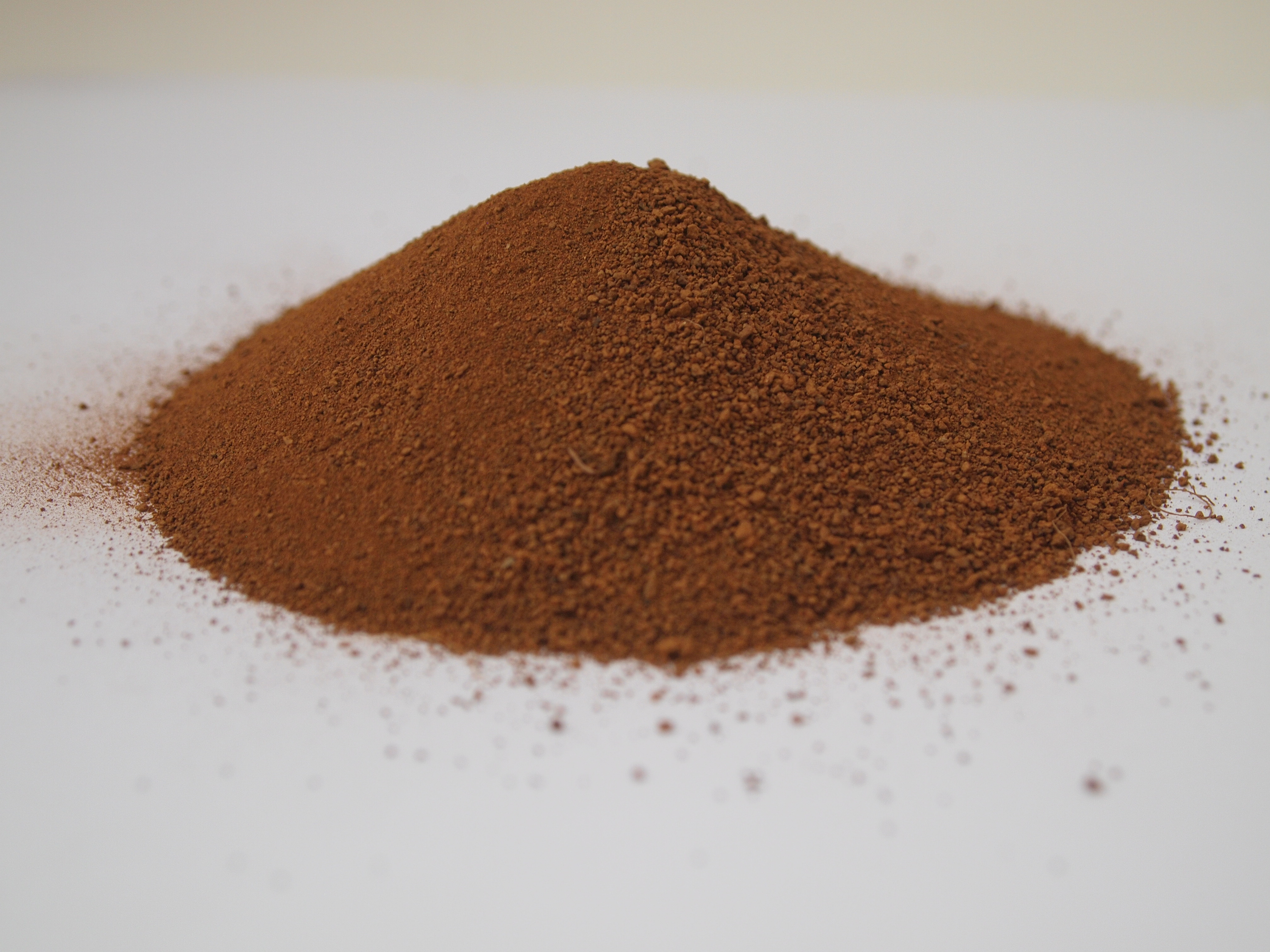
Simulante JSC MARS-1A

L'impossibilità di condurre studi e analisi di laboratorio su campioni effettivi di regolite ha portato alla creazione di diversi materiali artificiali, chiamati simulanti, che tentano di riprodurne le caratteristiche. Alcuni esempi sono:
- JSC Mars-1, sviluppato presso il Johnson Space Center;
- Mojave Mars Simulant (MMS), creato dal Jet Propulsion Laboratory;
- Mars Global Simulant MGS-1, più accurato dei suoi predecessori e frutto della collaborazione tra la University of Central Florida, il Kennedy Space Center e il Florida Institute of Technology.

I simulanti sono di fondamentale importanza poiché permettono, tra le altre cose, di condurre esperimenti volti alla comprensione di svariati fenomeni, allo studio di applicazioni quali l'astrobotanica o all'analisi delle prestazioni delle apparecchiature su suolo marziano.
La possibilità di stabilire una base su suolo lunare è un passo necessario alla preparazione e all'acquisizione delle conoscenze e competenze richieste per realizzare missioni di esplorazione spaziale di lunga durata e con equipaggio umano. In aggiunta a tale aspetto, la Luna risulta tuttora estremamente interessante dal punto di vista scientifico.
D'altro canto, la vicinanza e la relativa somiglianza di Marte alla Terra rendono tale pianeta un'inevitabile meta per l'esplorazione scientifica e, possibilmente, la colonizzazione da parte dell'uomo. Lo studio approfondito della sua evoluzione e delle sue caratteristiche potrebbe portare alla comprensione dello sviluppo di altri pianeti del sistema solare, e della possibilità di esistenza di forme di vita extraterrestri.
Le future missioni di esplorazione e colonizzazione umana del suolo lunare e marziano avranno bisogno di strutture spaziali e habitat a costo contenuto, alta affidabilità e autonomia rispetto alla Terra. Poiché i materiali e le tecnologie tradizionali non sono tipicamente in grado di soddisfare tali requisiti, in tempi recenti sono state introdotte e parzialmente sviluppate nuove soluzioni di progetto. Uno degli aspetti più significativi è legato allo sfruttamento delle risorse locali di un corpo celeste, definito spesso con l'acronimo inglese ISRU (In-Situ Resource Utilization). A tal proposito, le regoliti possono essere utilizzate per l'ottenimento di materiali con le proprietà più disparate tramite mezzi quali la stampa 3D in ambiente extraterrestre.
Uno dei materiali più promettenti nel contesto degli habitat spaziali è il calcestruzzo, caratterizzato da ottima resistenza e durata. La sua produzione su Marte e sulla Luna sarebbe possibile grazie alla presenza nelle rispettive regoliti di sostanze quali l'allumina, l'ossido di calcio e il silicato. Per ovviare al problema della scarsità, inesistenza o difficile accessibilità dell'acqua (componente fondamentale nei calcestruzzi classici), si è pensato a sostanze che potessero sostituirla. Un esempio è dato dai geopolimeri ottenibili dalla regolite, che hanno l'ulteriore vantaggio di fornire un certo livello di protezione dalle radiazioni.

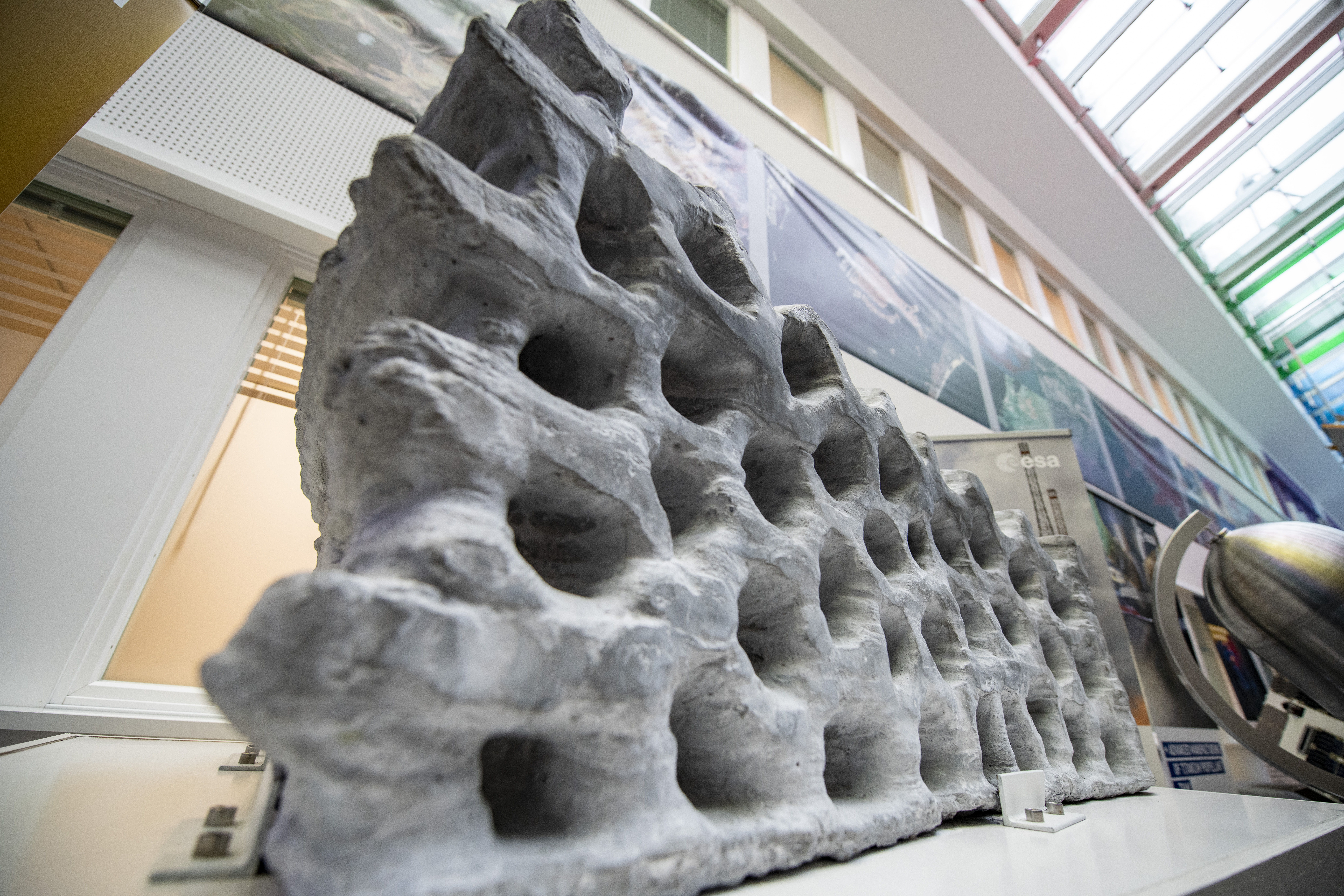
Struttura ottenuta tramite la stampa 3D di simulante lunare, esposta all'ESTEC e realizzata dall'inventore della stampa in 3D con regolite, Ing. Enrico Dini, realizzata a Pisa nel 2010 e donata dal Dini all'ESTEC

Altre famiglie di materiali che possono essere ottenute dal suolo (e quindi dalla regolite) sono i metalli e le loro leghe, utilizzabili per la fabbricazione di componenti strutturali. Tra di essi vi sono l'alluminio e il magnesio, che possiedono buone prestazioni meccaniche e sono di facile processabilità grazie ai loro bassi punti di fusione. L'alluminio può inoltre essere integrato nel calcestruzzo come suo costituente, mentre il magnesio è utile nei sistemi di schermatura contro gli impatti e le radiazioni. Una buona protezione dalle radiazioni è fornita anche dall'idrogeno contenuto nella regolite, che può essere inoltre sfruttata in sistemi di controllo termico passivo grazie alle sue proprietà isolanti.
Infine, l'elevata disponibilità di basalto lo rende interessante per future tecnologie di stampa 3D. Dalla sua estrusione è possibile ottenere fibre simili a quelle di vetro e di carbonio, con buona resistenza a trazione, alla corrosione e alle sollecitazioni termiche.
La stampa 3D è forse il metodo di produzione in situ più promettente: permette di processare molti materiali, ottenendo geometrie complesse in un ampio range di dimensioni, maggior leggerezza e minor spreco di materie prime. Tuttavia attualmente il suo livello tecnologico è talmente basso da non consentirne in pratica l'utilizzo. Nei prossimi decenni sarà tuttavia possibile osservarne lo sviluppo, fino alla realizzazione di habitat e costruzioni di vario tipo. Secondo teorie recenti sarà anche possibile sfruttare tale tecnologia per ottenere materiali plastici a partire dalla regolite marziana e altre sostanze quali l'acqua, l'anidride carbonica, il basalto e l'etilene.
Altre proposte di sistemi di produzione sono:
- Sinterizzazione solare e a laser, che consistono nel riscaldamento di un materiale poroso al di sopra del suo punto di fusione con lo scopo di produrre oggetti in ambiente secco. Le sorgenti utilizzate sono la luce solare o un laser;[46]
- Sinterizzazione a microonde, in cui l'utilizzo di microonde a frequenza elevata permette di convertire energia elettromagnetica in energia termica utilizzata per processare materiali ceramici e polveri metalliche;[46]
- Metodi Dry-Mix/Steam-Injection (DMSI) e Enhanced Dry-Mix/Steam-Injected (E-DMSI) per l'ottenimento di oggetti in calcestruzzo con buona resistenza a compressione sfruttando l'esposizione a vapori ad alta temperatura;[46]
- Quench Module Insert (QMI) e Diffusion Module Insert (DMI), forni pensati per operare su metalli e leghe tra i 400 °C e i 1600 °C in condizioni di gravità ridotta.[47]

Di recente sono inoltre stati studiati dei metodi di estrazione di ferro, ossigeno e leghe metalliche dalla regolite lunare, e di acqua dalla regolite marziana.

## Effetti sulle strutture spaziali e sull'organismo umano
La frazione di regolite costituita da particelle estremamente fini viene chiamata polvere e rappresenta una minaccia per gli astronauti e le apparecchiature utilizzate nelle missioni sulla Luna e su Marte.
Nelle missioni Apollo si osservò una rapida degradazione della strumentazione e delle tute spaziali durante le attività extraveicolari, a causa della polvere che era rimasta aderente a esse. Tale polvere venne anche inconsapevolmente trasportata all'interno del modulo lunare dagli astronauti, ponendo seriamente a rischio la loro salute.

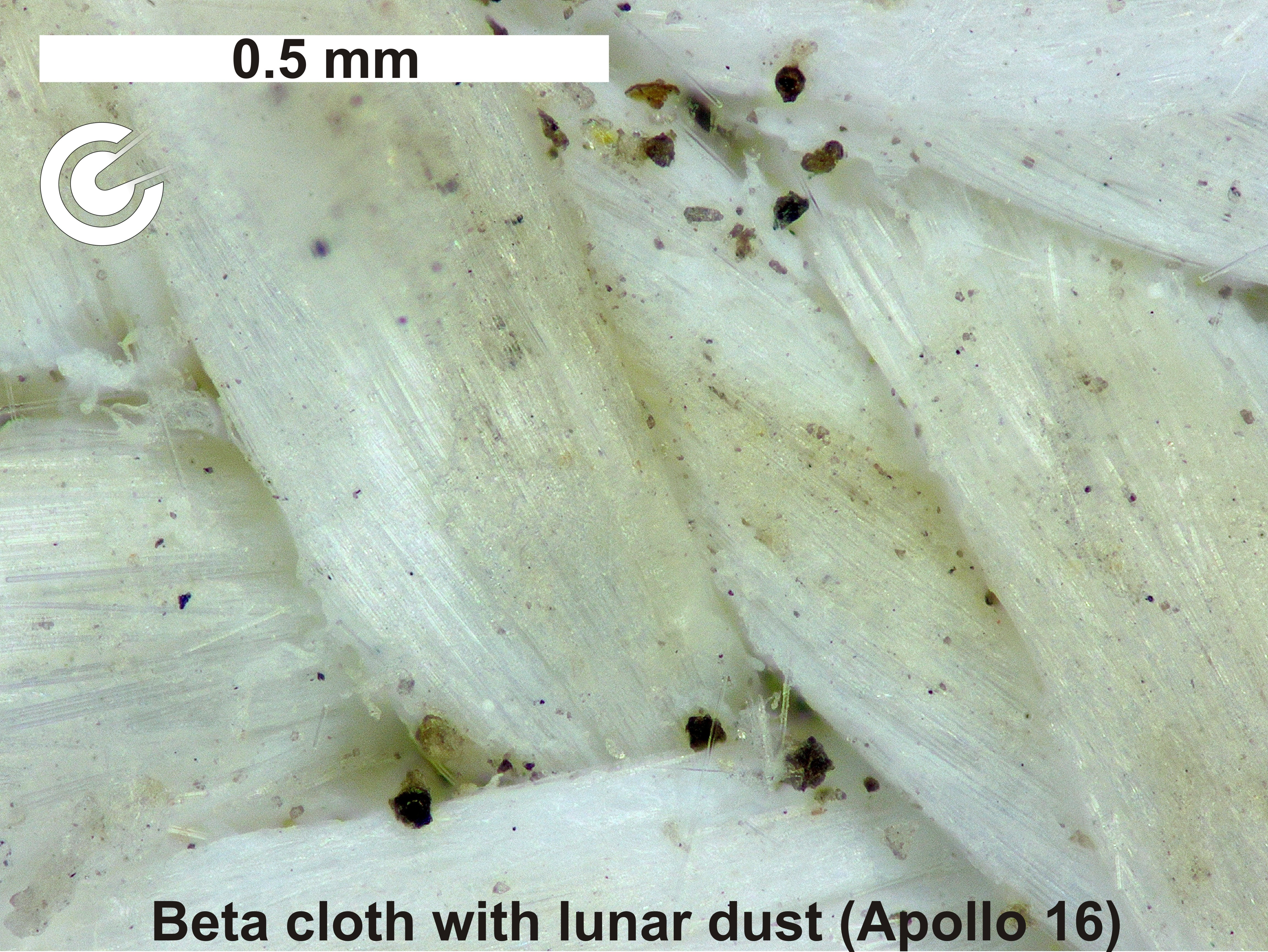
Tessuto beta contaminato dalla polvere lunare (Apollo 16)

Il fatto che la polvere lunare sia estremamente fine ed elettricamente carica la porta ad aderire alle superfici e a penetrare nei meccanismi e nelle fessure. La sua carica è data dall'interazione con il vento solare e la radiazione ultravioletta, e l'assenza di fenomeni atmosferici fa sì che le particelle che la compongono siano estremamente taglienti. Tutto ciò può portare non solo a danni significativi alle tute spaziali e ai componenti elettronici, ma anche a problemi nei sistemi di comunicazione.
La polvere può esercitare un'azione particolarmente negativa sul sistema respiratorio, che si infiamma a seguito dell'interazione con le specie reattive dell'ossigeno da essa generate.  Ulteriori effetti si potrebbero avere sull'apparato cardiovascolare, e le proprietà abrasive delle particelle rappresentano una minaccia significativa per la pelle e gli occhi. Diversi studi sono stati condotti per cercare di comprendere l'effettivo livello di rischio dato dall'esposizione dell'organismo umano alla polvere lunare. Da un'analisi degli effetti di simulanti lunari sui polmoni di ratti si è scoperto che la polvere potrebbe causare la fibrosi polmonare, mentre un secondo studio ha dimostrato che l'interazione tra simulanti simili e cellule neuronali e polmonari porta alla morte di tali cellule e al danneggiamento del DNA associato.
Per quanto riguarda la regolite marziana, si hanno attualmente a disposizione informazioni meno dettagliate, ma un fattore di differenziazione rispetto al caso lunare è dato dalla presenza di un'atmosfera. L'azione del vento può quindi favorire lo spostamento della polvere e la sua adesione alle superfici di strumentazione, strutture e tute. Per poter comprendere gli effetti su tali sistemi e sugli astronauti è necessario approfondire la conoscenza delle proprietà meccaniche e tossicologiche della polvere marziana; uno degli approcci più efficaci consiste nell'utilizzo di simulanti e procedure sperimentali standard, e nel successivo confronto dei dati ottenuti da più laboratori e gruppi di ricerca.